# Monumento natural Piedra del Cocuy
El Monumento natural Piedra del Cocuy es un espacio natural protegido localizado en el municipio Río Negro, en el estado Amazonas, Venezuela. Recibió el estatus de monumento natural por decreto N° 2.986 de fecha 12 de diciembre de 1978, publicado en la Gaceta Oficial 2.417-E con fecha 7 de marzo de 1979.*
Abarcando una superficie de 15 hectáreas, el estatus de monumento fue creado con el objetivo de proteger la Piedra del Cocuy y su entorno natural. Está situado a poco menos de tres kilómetros al este del río Negro cerca de las fronteras brasileña y colombiana.
Cabe destacar su formación geológica, de destacada prominencia de granito de 400 m de altura sobre la penillanura. La cima consta de 3 picos muy abruptos. Debido a la aspereza del cerro, la vegetación es poco abundante y se caracteriza por su endemismo, mientras que en el entorno inmediato la vegetación es exuberante de la selva húmeda tropical.